# Голоди
Голоди (пол. Hołody) — село в Польщі, у гміні Більськ-Підляський Більського повіту Підляського воєводства. Населення — 157 осіб (2011).

## Історія
Вперше згадується 1567 року.
У 1975—1998 роках село належало до Білостоцького воєводства.

## Демографія
Демографічна структура станом на 31 березня 2011 року:
|          | Загалом | Допрацездатний вік | Працездатний вік | Постпрацездатний вік |
| -------- | ------- | ------------------ | ---------------- | -------------------- |
| Чоловіки | 80      | 13                 | 45               | 22                   |
| Жінки    | 77      | 11                 | 35               | 31                   |
| Разом    | 157     | 24                 | 80               | 53                   |